# Wolfgang Fischer-Bossert
Wolfgang Fischer-Bossert (* 1965) ist ein deutscher Klassischer Archäologe und Numismatiker.

## Leben
Wolfgang Fischer-Bossert ist der Sohn der Prähistoriker Franz Fischer (1925–2016) und  Eva-Maria Bossert (1925–2013). Nach dem Besuch des Uhland-Gymnasiums in Tübingen studierte er ab 1984 an der Eberhard Karls Universität Tübingen, der Universität zu Köln und der Universität Bonn Klassische Archäologie, Alte Geschichte, Biblische und Christliche Archäologie. 1990 erlangte er in Tübingen den Magister, 1994 wurde er in Bonn promoviert. 1994/95 erhielt er das Reisestipendium des Deutschen Archäologischen Instituts und war anschließend von 1996 bis 2000 Referent an der Abteilung Athen des Deutschen Archäologischen Instituts. Von 2002 bis 2005 hatte Fischer-Bossert Forschungsstipendien der DFG und der Gerda Henkel Stiftung inne. Von 2006 bis 2014 war er im Münzhandel in München, Zürich und Chicago tätig. Seit 2015 ist er mit Projektstellen in Wien tätig; 2018 wurde an der Universität Wien habilitiert.
Von 1987 bis 1989 sowie 1992 nahm Fischer-Bossert an der Grabung in Ḫattuša teil, von 1998 bis 2003 an der Grabung in Karatepe, das sein Großvater Helmuth Theodor Bossert 1946 entdeckt hatte.
Fischer-Bosserts Forschungsgebiet ist die griechische Numismatik, hier legte er grundlegende Arbeiten zu den Prägungen von Tarent, Athen und Syrakus vor.
Oktober 2022 war er Gast-Professor an der Université d’Orléans in Frankreich.
2022 erhielt Fischer-Bossert den Huntington Medal Award.

## Veröffentlichungen (Auswahl)
- Chronologie der Didrachmenprägung von Tarent 510–280 v. Chr.  (= Antike Münzen und geschnittene Steine Bd. 14). De Gruyter, Berlin/New York 1999, ISBN 3-11-016318-7.
- The Athenian decadrachm (= Numismatic notes & monographs: no. 168).  American Numismatic Society, New York 2008.
- mit Yaʿaḳov Meshorer, Gabriela Bijovsky: Coins of the Holy Land. The Abraham and Marian Sofaer Collection at the American Numismatic Society and the Israel Museum (= Ancient Coins in North American collections 8). 2 Bände. American Numismatic Society, New York 2013.
- Coins, Artists, and Tyrants. Syracuse in the Time of the Peloponnesian War. American Numismatic Society, New York 2017, ISBN 978-0-89722-341-6.
- Bemerkungen zum griechischen Münzrelief (= Memoranda numismatica Atheniensia 5). Benaki Museum / Kikpe, Athen 2020, ISBN 978-960-476-278-1 (Digitalisat).
- mit Martin Baer, Nikolaus Schindel (Hrsg.): Cista mystica. Festschrift für Wolfgang Szaivert. Wien 2020,  ISBN 978-3-9504268-2-3.
- mit Peter van Alfen, Ute Wartenberg, H. Gitler, K. Konuk, C. Lorber (Hrsg.): White Gold. Studies in Early Electrum Coinage. New York/Jerusalem 2020, ISBN 978-0-89722-379-9.